# Dokument (tidsskrift)
 For alternative betydninger, se Dokument. (Se også artikler, som begynder med Dokument)
Dokument var et dansk tidsskrift udgivet i perioden 1996 til 2001. Dokument bestod alene af uændrede og ukommenterede gengivelser af breve, postkort, huskesedler, opslag, vejledninger og lignende materiale. Udgivet og redigeret af Andreas Kjærgaard på forlaget Toxic Slime International. Årets Kulturtidsskrift 2000 (Foreningen af Danske Kulturtidsskrifter). Et udvalg af sider fra Dokument nr. 4 (2000) gengivet i Politiken 2000.